# Trình thông dịch
Trong khoa học máy tính, trình thông dịch (tiếng Anh: interpreter) là một chương trình máy tính trực tiếp thực thi các lệnh được viết bằng một ngôn ngữ lập trình hay ngôn ngữ kịch bản, mà không yêu cầu phải biên dịch trước thành một chương trình ngôn ngữ máy. Trình thông dịch thường sử dụng một trong các chiến lược sau để thực thi chương trình:
1. Phân tích cú pháp mã nguồn và thực hiện trực tiếp hành vi của nó;
2. Dịch mã nguồn thành một vài biểu diễn trung gian có tính hiệu quả (intermediate representation) và thực thi ngay lập tức;
3. Thực thi rõ ràng mã lưu trữ được biên dịch trước[1] được tạo ra bởi một trình biên dịch như là một phần của hệ thống thông dịch.